# Ramon Malla i Call
Ramon Malla i Call (La Seu d'Urgell, 4 de setembre de 1922 - Lleida, 18 d'abril de 2014) fou un sacerdot català, bisbe emèrit de Lleida i suplent al capdavant del bisbat d'Urgell (1969 - 1971).
Va ser ordenat sacerdot el 19 de desembre de 1948, a Salamanca. Va ser nomenat bisbe de Lleida el 24 de juliol de 1968, rebent l'ordenació episcopal el 27 d'octubre, a la Catedral de Lleida.
Entre el 19 de juny de 1969 i el 30 de gener de 1971 va ocupar el càrrec de 60è copríncep d'Andorra en ser administrador apostòlic de la diòcesi de La Seu d'Urgell en un període de seu vacant.
El 2 d'octubre de 1992 va emetre un decret amb el qual es va crear l'Institut de Recerca i Estudis Religiosos de Lleida.
El 19 de desembre de 1999 passà a ser bisbe emèrit. Morí el 18 d'abril de 2014 a Lleida als noranta-un anys.